# Atractodes faeroeensis
Atractodes faeroeensis är en stekelart som beskrevs av Per Abraham Roman 1916. Atractodes faeroeensis ingår i släktet Atractodes och familjen brokparasitsteklar. Inga underarter finns listade.